# Paldiski
Paldiski era un comune dell'Estonia settentrionale, nella contea di Harjumaa. Dal 2017, è diventato la sede amministrativa della nuova comunità rurale Lääne-Harju.
È situato su una penisola affacciata sul mar Baltico, a circa 45 km a ovest di Tallinn. La popolazione è di poco superiore ai 4.000 abitanti.

## Storia
Nata come insediamento svedese con il nome di Rågervik, nel 1762 divenne una base navale russa, chiamata Baltijskij Port, (letteralmente "porto sul Baltico") e durante l'occupazione sovietica fu una base militare.

### Origini svedesi
L'area di Paldiski era stata usata come porto sin dai tempi antichi. I primi insediamenti sulle isole e nella penisola di Pakri sono nel XIII secolo. Una leggenda narra della presenza di un principe svedese e della sua corte. Nonostante le testimonianze storiche non forniscano prove per avvalorare la leggenda, è certo che i primi abitanti permanenti delle isole di Padri erano appunto degli estoni svedesi. La prima testimonianza scritta circa gli insediamenti attorno a Paldiski sono datati 1377 e riferiscono del villaggio di pescatori di Pakri.
I riferimenti al Pakri Manor, più tardi chiamato Padise Manor, sono datati indietro allo stesso periodo. Ad ogni modo, in un certo senso i predecessori della Paldiski di oggi possono essere considerati la famiglia di vassalli Lode, che provò ad istituire una cittadina con una chiesa ed un porto nell'insenatura meridionale della baia di Pakri nel 1296. Oggi, non esistono tracce della cittadina, ma la chiesa con annessa parrocchia venne chiamata più tardi Harju-Madise.

### Il periodo zarista

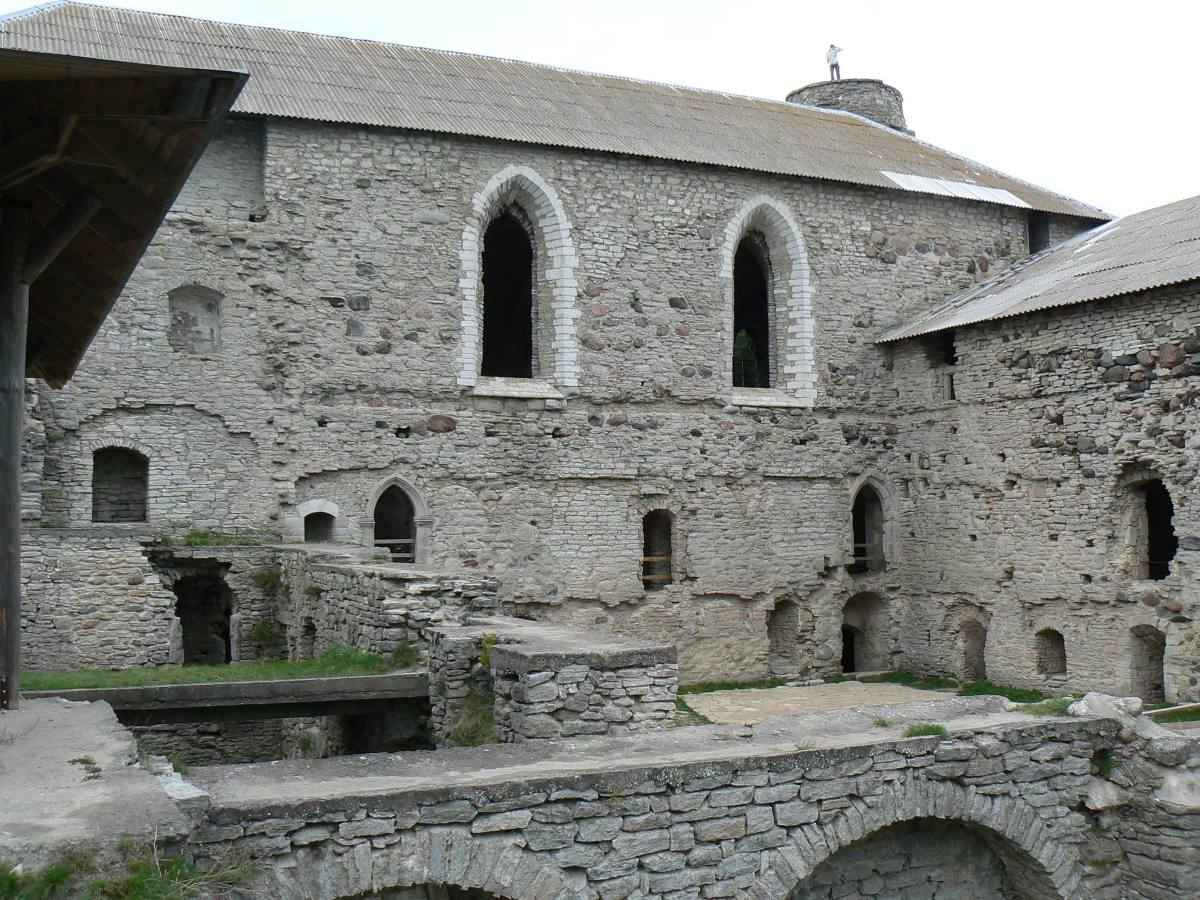
Il castello di Padise

Nella situazione politica seguente alla Grande guerra del Nord, divenne importante per l'Impero russo avere una base militare nella costa settentrionale del Mar Baltico.
Alla ricerca di posto disponibile per un porto, la flotta russa risalì l'intera costa e scelse Paldiski come luogo del loro futuro porto. La baia di Pakri offriva tre importanti vantaggi rispetto alle altre possibili soluzioni: è praticamente senza ghiaccio durante il periodo invernale, gode di acque profonde (importante per grandi navi da guerra) ed è protetta dalla tempeste dalle isole di Pakri.
Nel 1718, Pietro I visitò il luogo del futuro porto e personalmente posò la prima pietra per la costruzione della fortezza. Le costruzioni iniziarono nel 1723. La fortezza venne battezzata Rogorwiek. Il progetto del porto militare venne elaborato da L.J.P. Luberace e prevedeva la costruzione di una chiusa di 2,5 km tra l'isola di Väike-Pakri e la penisola di Pakri. Era stato supposto di creare una stella di capisaldi ad entrambe le estremità della chiusa ed una chiesa, caserme, un ospedale e la residenza degli zar. Sfortunatamente la costruzione avanzò lentamente, con il parziale completamento della sola parte in terraferma della caposaldo a forma di stella, la chiesa e la residenza dello zar, la quale venne demolita mezzo secolo dopo a causa delle sue povere caratteristiche tecniche.

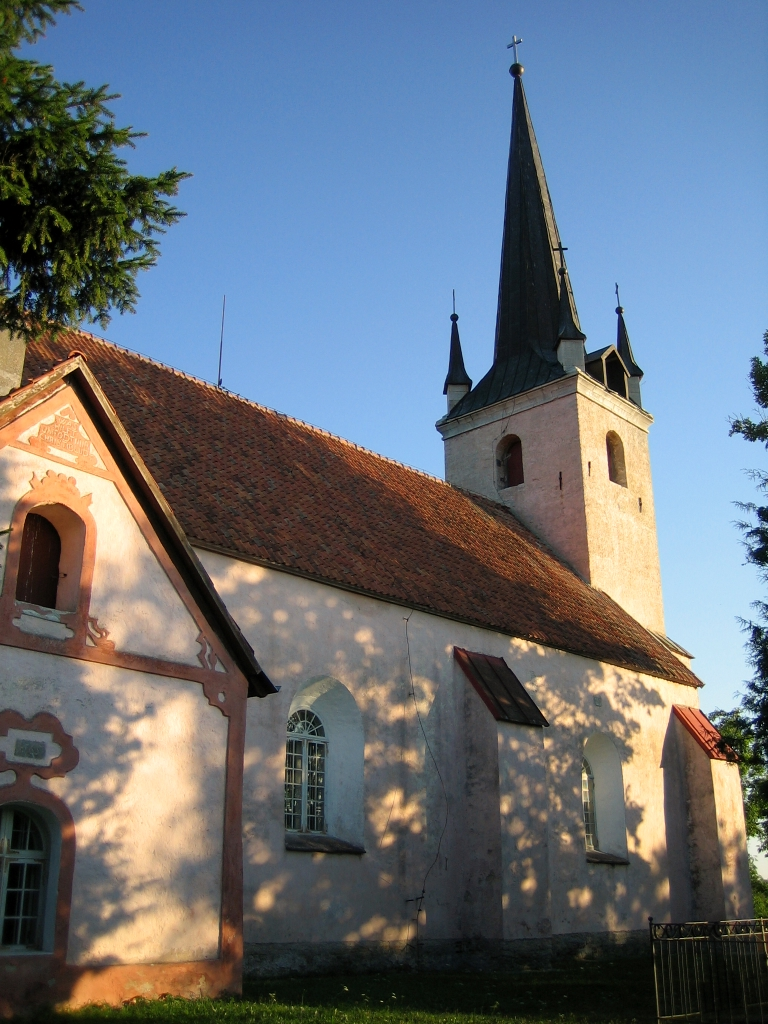
La chiesa di Harju-Madise

La costruzione della chiusa venne ripresa solo nel 1746, dopo la visita della Zarina Elizaveta. Durante il regno di Caterina II, Rogerwiek venne rinominata Baltijskij Port. Ricevette il conferimento di città nel 1762. Il nuovo caporeparto, il generale feldmaresciallo conte Burkhard Christoph von Münnich commissionò un progetto per il porto militare. In aggiunta ai piani precedenti, questo prevedeva la costruzione delle fortificazioni, della caserme sull'isola di Väike-Pakri.
I piani per la città prevedevano la costruzione di un cantiere navale, caserme per 16.000 soldati ed ufficiali, due ospedali ed un palazzo per Caterina II. Prima dell'approvazione del progetto, Caterina II sperava di vedere lei stessa la costruzione del sito perciò visitò Paldiski nel 1764. La visita risultò una grande delusione, perché non c'era molto da mostrare per il grandioso progetto costato anni e ingenti somme di denaro. Nel 1767 i lavori di costruzione del Baltijskij Port erano terminati. Da quella volta, appena 500 metri dei progettati 2,5 km della testata del molo erano completati. Il progetto del porto militare venne discusso altre volte ma Paldiski perse la sua importanza strategica. Nel 1796, Paldiski perse il suo status come fortezza e la guarnigione lasciò il presidio.

### Porto commerciale
Nel 1933 la pronuncia estone di Baltijskij (Paldiski, appunto) divenne il nome ufficiale della cittadina. Paldiski successivamente entrò in competizione con Tallinn, San Pietroburgo, Riga ed altri grandi porti. L'importanza della città come porto commerciale aumentò nel corso del XIX secolo. Dopo la costruzione della linea ferroviaria, il giro di affari delle merci crebbe al punto di rendere Paldiski il terzo porto più importante per la Russia di quel periodo. L'incremento della competizione crebbe quando un rompighiaccio venne acquistato per Tallinn, e l'importanza di Paldiski nei commerci diminuì. Nonostante ciò, Paldiski rimaneva un porto commerciale di importanza nazionale in Russia sino alla Rivoluzione Russa.
Con la nascita della Repubblica di Estonia, Paldiski divenne un porto di locale importanza per l'esportazioni e la pesca. Il transito di commerci per la Russia, che precedentemente aveva provveduto all'alto giro di affari per le merci, era completamente cessato. Nonostante Paldiski era utilizzata per esportare produzione agricola e marmi da Vasalemma, il porto lavorava a ritmo ridotto. La nazione estone era troppo piccola per supportare due grandi porti commerciali (Tallinn e Paldiski) esclusivamente dediti all'esportazione. Paldiski era ben conosciuta come un porto di pesca e come un centro di trasformazione dei prodotti ittici. Il popolare marchio “Baltic sprat” proviene da qui. La città era anche sede dei magazzini generali nazionali estoni del grano.

### Porto militare
Dopo l'invasione sovietica, l'intera popolazione estone locale venne evacuata il 18 ottobre 1939. Paldiski diviene una base militare dell'URSS. Il totale di nove differenti divisioni militari dell'Unione Sovietica operavano nella città di Paldiski e nella penisola di Pakri, inclusi missili balistici con testate nucleari e sottomarini, ed un totale di 16.000 soldati ed ufficiali dell'Armata Rossa.

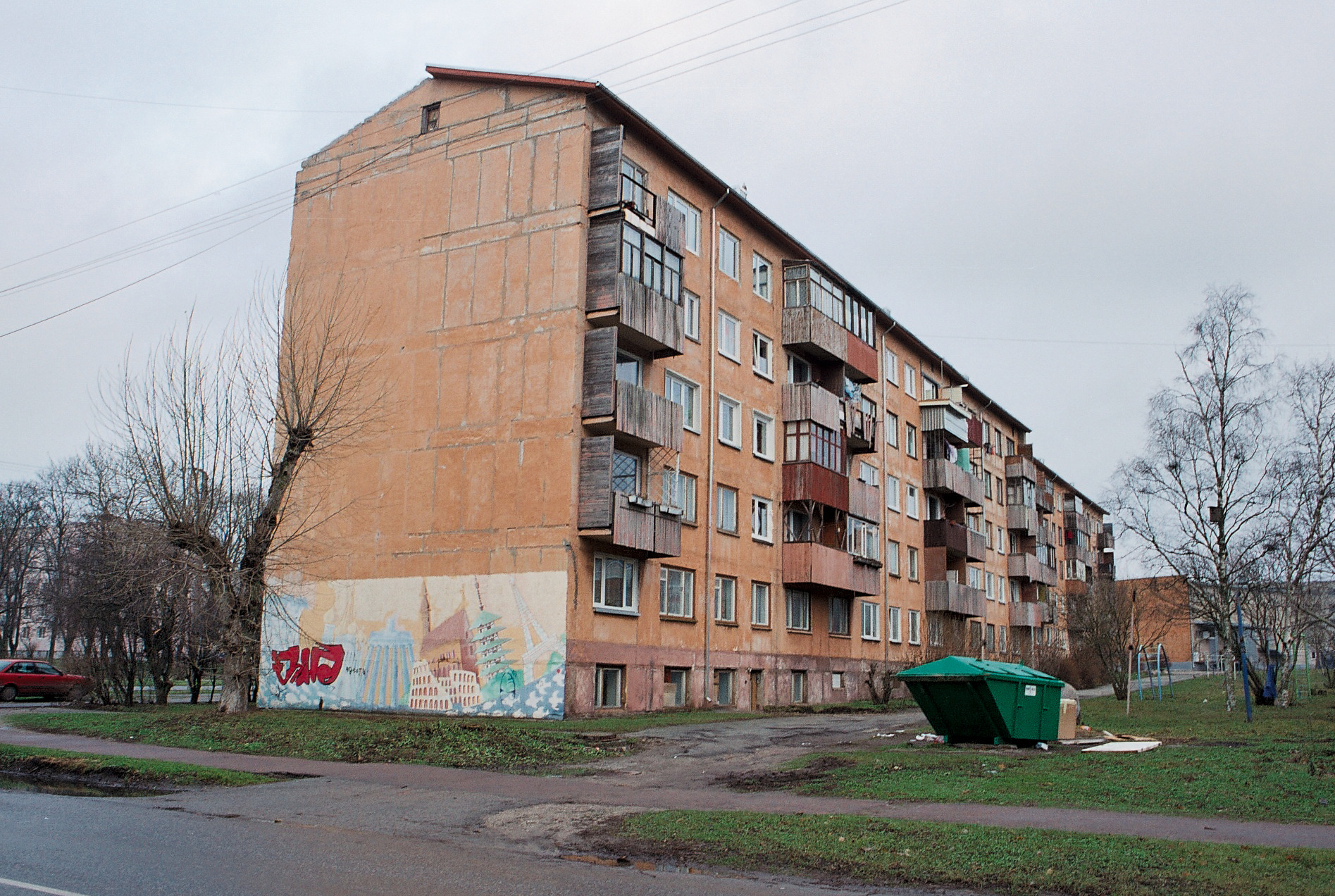
Il centro di Paldiski

Nel 1962 divenne la maggiore base di addestramento per i sottomarini nucleari sovietici; disponeva di due reattori sulla terraferma e contava circa 16.000 lavoratori. A causa dell'importanza di questo impianto la città era stata completamente isolata e circondata di filo spinato fino all' agosto del 1994, quando l'ultima nave russa lasciò la base. La Russia abbandonò definitivamente il controllo dei reattori nucleari nel settembre del 1995.

## Monumenti e luoghi d'interesse
La città si presenta moderna e fortemente contrassegnata dalla presenza della base militare. Tuttavia sono presenti alcuni monumenti storici, sotto elencati.

### Architetture religiose
In Pakri tanav è possibile vedere la chiesa luterana San Nicola (1842), e la chiesa ortodossa di San Giorgio, costruita nel 1787.

### Cimiteri
È possibile visitare i due storici cimiteri, uno luterano ed uno ortodosso. In quello luterano si trovano pile accatastate di lapidi dello scorso secolo. In quello ortodosso, più moderno, è possibile visitare il monumento in ricordo ai marinai morti nell'incidente del sottomarino M-200, che entrò in collisione con una nave sganciamine.

### Il faro
Alto 52 m, il faro di Pakri è il più alto dell'Estonia. Costruito nel 1889, si trova nella parte estrema della penisola.

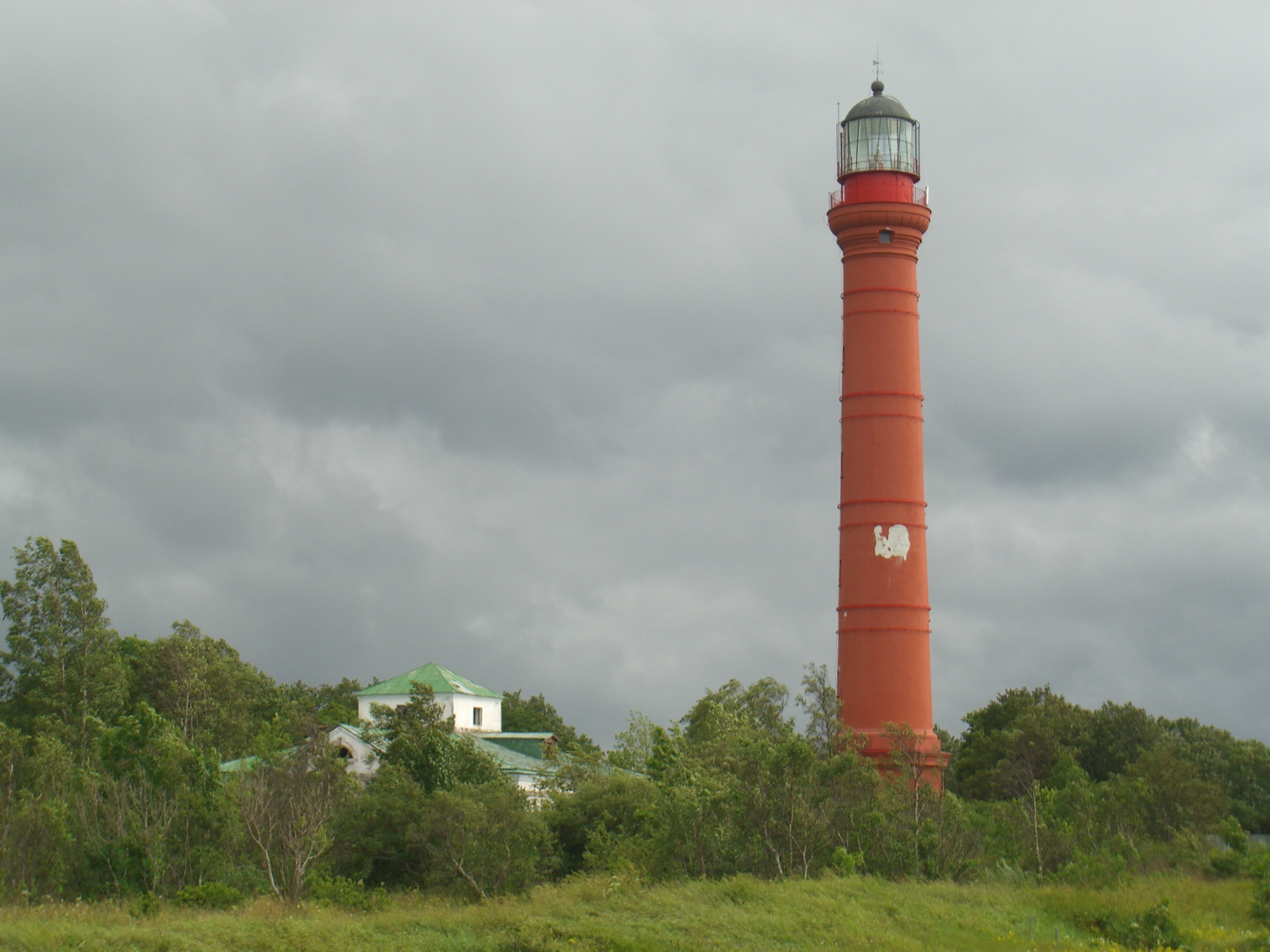
Il faro di Pakri

#### Stazione ferroviaria
Inaugurata nel 1870, lo stesso anno in cui la ferrovia arrivò a Tallinn, la stazione ferroviaria si presenta come un edificio in legno elegante e decorato: un testamento dell'importanza del porto nella Russia pre-rivoluzionaria. Le condizioni attuali sono di estrema trascuratezza.

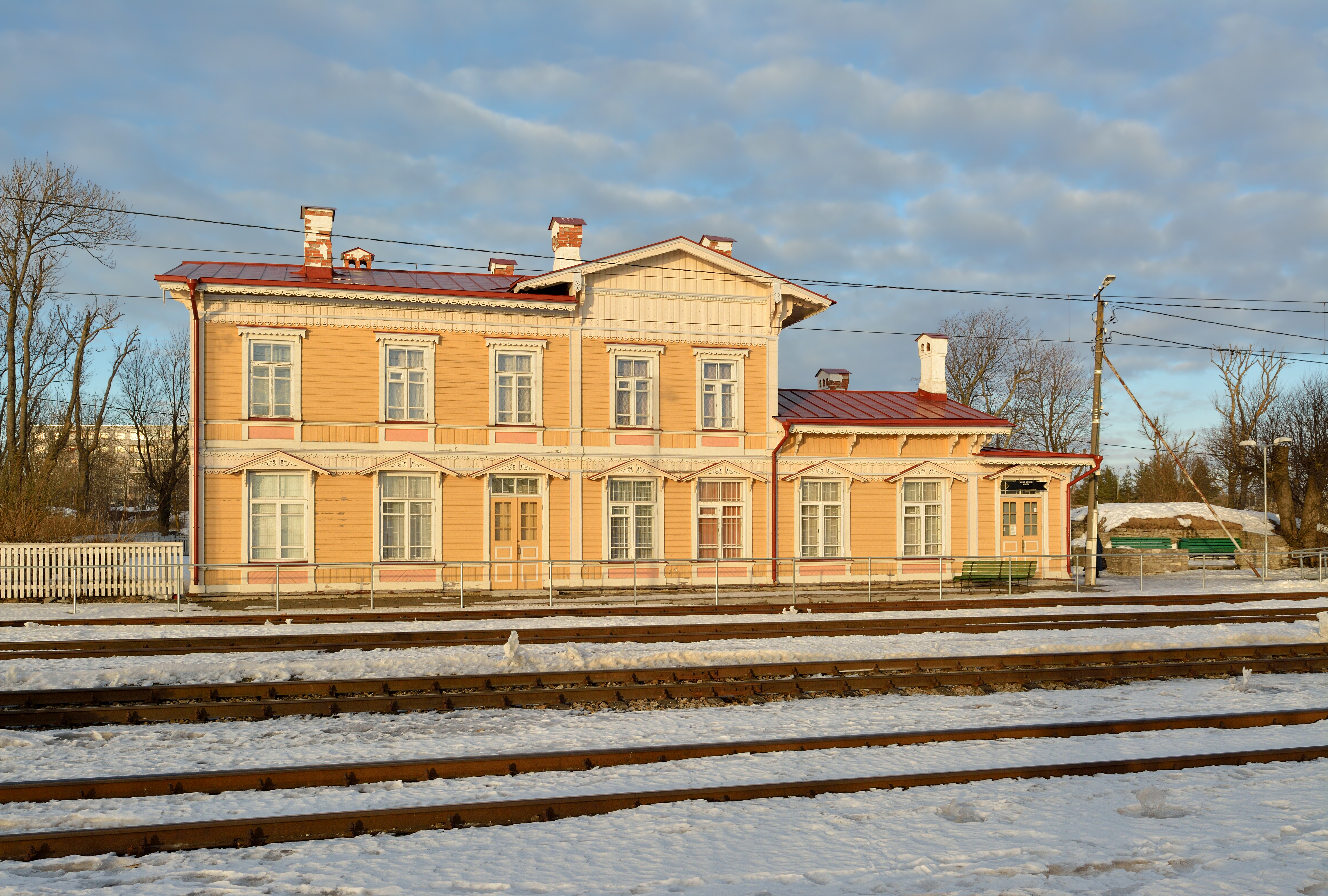
La stazione di Paldiski

### Architetture militari

#### Fortezza di Pietro Il Grande
I ruderi della fortezza di Pietro Il Grande rappresentano la parte più antica della città.
Quando l'imperatore russo stabilì il luogo del suo nuovo approdo portuale nel 1718, volle che fosse il più grande e sicuro dell'impero. Il piccolo villaggio di pescatori diventò un grande cantiere. Il lavoro iniziò nei cinque punti della fortezza e nella costruzione di una banchina vicino all'isole di Pakri. A causa della difficoltà di modellare il terreno di calcare, l'opera non venne terminata prima della sopraggiunta morte dell'imperatore. Tuttavia, ancora oggi, l'opera gode di una triste fama per l'utilizzo di molti lavoratori forzati, i quali affibbiarono presto all'opera l'eloquente soprannome di Siberia II. Ad ogni modo ancor oggi profondi fossati e mura sono visibili da Salavat Julajevi tanav, appena superata l'estremità nord della città.

### Aree naturali
La penisola è famosa per una spettacolare scogliera calcarea.

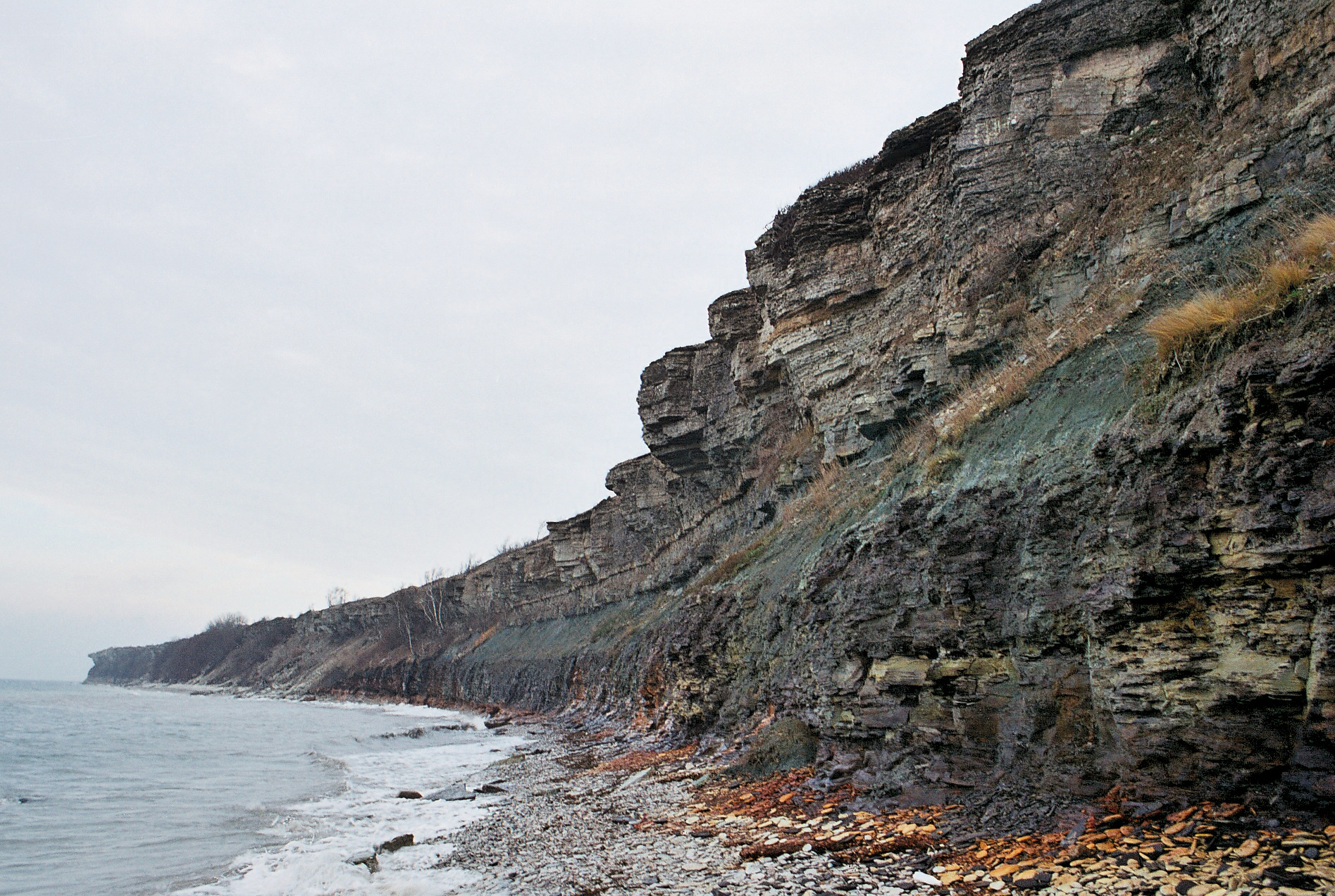
Una immagine della scogliera

## Economia
L'economia di Paldiski si basa essenzialmente sulle attività portuali. Le principali direttrici di sviluppo della città sono nel campo trasporti e della logistica. Le più importanti realtà imprenditoriali sono: la TKE Group, che si occupa di produzione di legname per case, con 350 dipendenti; la PLD Marat Õmblusvabrik, industria manifatturiera di abbigliamento intimo con 200 impiegati; la EestiMetallieksport ed il centro di addestramento militare del Corpo di Pace estone.
Nella vecchia base militare, nella parte settentrionale della penisola di Pakri, vicino al vecchio faro, è stato realizzato il "Pakri tuulepark", primo parco eolico in Estonia. Si tratta della prima riconversione dell'area militare dismessa.

## Infrastrutture e trasporti

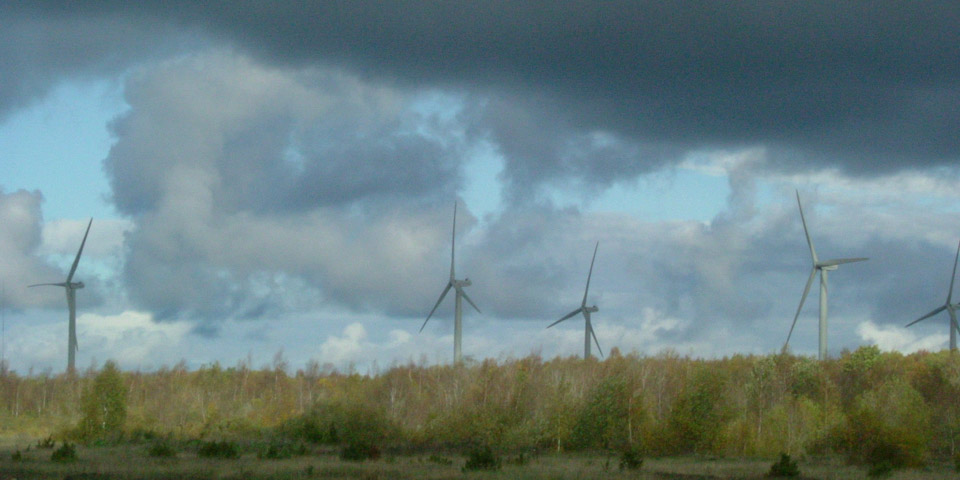
Il parco del vento

Il porto sud è collegato con le linee traghetti a Kapellskäri in Svezia, Hanko in Finlandia e Lubecca in Germania. I lavori, completati nel 2004, sono costati 24 milioni di euro. L'impianto produce 56 GWh, ovvero circa l'1% della domanda nazionale estone.

## Cinema
Il film Lilja 4-ever, diretto dal regista svedese Lukas Moodysson e ambientato in un'indefinita ex-repubblica sovietica, è stato girato in città.